# Der Teufel und die Jungfrau
Der Teufel und die Jungfrau ist ein polnischer Kurzfilm aus dem Jahr 1995. Regie führte Janusz Majewski.

## Handlung
In einem polnischen Dorf lebt Ende des 19. Jahrhunderts die jungfräuliche Bauerntochter Gosia. Eines Tages geht sie in einem Teich nackt baden und fühlt sich merkwürdig beobachtet. Am nächsten Tag trifft sie am gleichen See einen schwarzgekleideten Mann, der ihr ein Gemälde zeigt, auf dem sie nackt zu sehen ist. Gosia empfindet zwar Scham, ist dem Fremden deshalb aber nicht böse. Bald darauf zeigt der Mann ihr die schönen Seiten des Lebens, sowohl Sexualität als auch Musik und Speisen. Er lehrt sie lesen und bringt ihr Tischmanieren bei. Gosias Mutter macht sich Sorgen aufgrund des merkwürdigen Verhaltens ihrer Tochter und schickt sie in die Kirche zur Beichte. Vom Pfarrer erfährt sie anschließend von den sexuellen Gedanken ihrer Tochter. Aus Angst vor einer Schwangerschaft lässt sie Gosia beim Arzt untersuchen, der sie als jungfräulich bezeichnet. Der schwarzgekleidete Mann erscheint Gosia daraufhin des Nachts in ihrer Hütte. Als sich das Mädchen bei ihm bedankt, lautet die Antwort: „Dazu hast du mich ja erträumt.“

## Hintergrund
Der Film wurde 1994 in Polen gedreht und am 11. Januar 1995 in Polen uraufgeführt, in Deutschland war die Premiere am 19. Januar 1996. Die Rechte am Film wurden von Ron Henderson gekauft, der den Film mit zwei anderen Kurzfilmen als Erotic Tales vertrieb, daher ist der Film auch als Erotic Tales II bekannt. Die Hauptdarstellerin Renate Dancewicz feierte mit dem erotischen Kurzfilm einen großen Erfolg.